# Calommata tibialis
Calommata tibialis is een spinnensoort in de taxonomische indeling van de mijnspinnen (Atypidae).
Het dier behoort tot het geslacht Calommata. De wetenschappelijke naam van de soort werd voor het eerst geldig gepubliceerd in 2011 door Fourie, Haddad en Jocqué. De soort komt voor in Ivoorkust en Togo.